# Венская международная филателистическая выставка
Венская международная филателистическая выставка, сокращённо — ВИПА (от нем. Wiener Internationale Postwertzeichen-Ausstellung — WIPA; в дословном переводе — Венская международная выставка знаков почтовой оплаты), — интернациональная филателистическая выставка, нерегулярно проводящаяся в столице Австрии Вене начиная с 1881 года. Является, пожалуй, самой известной традиционной филателистической выставкой Европы. По состоянию на 2010 год, из десяти Венских международных выставок (1881, 1885, 1890, 1894, 1923, 1933, 1965, 1981, 2000, 2008) организаторами ВИПА официально учитываются только самая первая и выставки начиная с 1933 года.

## История

### XIX век
Предшественницей Венских филателистических выставок можно считать международную выставку, которая проводилась в рамках Всемирной выставки в Вене в 1873 году.
Впервые полноценная филателистическая выставка в Вене была организована 13—20 ноября 1881 года Зигмундом Фридлем, а также Венским филателистическим клубом (Wiener Philatelistenclub), созданным на год раньше. Она проводилась в зале Венского садоводческого общества, и её целью была демонстрация почтовых марок со всего света. Распространение последних в мире на тот момент ещё было относительно ограниченным, а выставленные коллекции были собраны скорее любителями марок, а не специалистами в области филателии. Например, показ коллекций проходил в открытых альбомах, а не на выставочных стендах, которых в те времена ещё просто не было.
28 февраля — 12 марта 1885 года проходила ещё одна Венская международная выставка знаков почтовой оплаты. В 1890 году, с 20 апреля по 4 мая, была устроена следующая Венская выставка знаков почтовой оплаты по случаю 50-летия существования почтовой марки. Её организатором снова выступил Зигмунд Фридль. Наконец, 20 апреля — 10 июня 1894 года состоялась последняя в XIX веке Венская международная выставка.

### XX век
В новом столетии международная выставка знаков почтовой оплаты проводилась в Вене уже после окончания Первой мировой войны, 1—9 сентября 1923 года.
Крупнейшим событием в международной филателистической жизни стала Венская выставка 1933 года, которая состоялась с 24 июня по 9 июля в трёх местах города: в помещениях Венского сецессиона (Secession), Дома художников (англ. Vienna Künstlerhaus) и Военного казино (Militärcasino). Организатором выставки был выдающийся австрийский филателист Эдвин Мюллер. Среди известных марок, экспонировавшихся на этой выставке, были три единственных экземпляра «Тифлисской уники». Эти раритеты демонстрировались в рамках уникального собрания марок и цельных вещей Российской империи, которое принадлежало выдающемуся российскому филателисту А. К. Фаберже (сыну знаменитого ювелирного мастера К. Г. Фаберже). Эта коллекция была выставлена вне конкурса и вызвала большой ажиотаж в мировой филателии.
Выставки ВИПА 1965 (4—13 июня) и 1981 (22—31 мая) годов вошли в историю как самые многочисленные по числу участников и занимали соответственно 5000 и 5800 м² во Дворце ярмарок (нем. Messepalast) и Дворце Хофбург. На выставке 1981 года, среди других раритетов, была показана швейцарская марка «Лучистая звезда, 5 сантимов», причём ей был отведён отдельный стенд и приставлена усиленная охрана.
В 2000 году площадь ВИПА сократилась до 2700 м². Выставка была приурочена к 150-летию со дня выхода первой австрийской почтовой марки, а также посвящалась памяти австрийского художника Фриденсрайха Хундертвассера, автора ряда марок. Выставка проходила с 30 мая по 4 июня в Австрийском центре (англ. Austria Center), где за четыре дня её посмотрели 60 тысяч посетителей.

### XXI век
На выставке ВИПА 2008 года, с 18 по 21 сентября, экспонировались коллекции 472 участников на площади 2435 м². Здесь были также представлены 24 филателистических организации, 87 дилеров и 43 почтовые администрации, включая почтовые ведомства Италии, Ватикана и Сан-Марино. Обладателем гран-при выставки стал итальянец Оттавио Маси (Ottavio Masi), который был отмечен за коллекцию марок Ломбардл-Венеции 1850—1866 годов.

## ВИПА в филателии
В связи с проведением Венской международной выставки в Австрии и некоторых других странах выпускаются почтовые марки, блоки и другие филателистические материалы.
В 1881 и 1890 годах организаторами выставки были отпечатаны новоделы с рисунком первых австрийских марок 1850 года. Они производились со специально изготовленной формы на печатной машине, которая была установлена непосредственно в выставочных залах. Вместо стоимости на этих марках были указаны даты — «1881» (цветная на белом фоне) и «1890» (белая на цветном фоне). Марки были сделаны во всевозможных разновидностях — с зубцами и без зубцов, с клеем и без него, на белой и цветной бумаге.
По случаю выставки 1933 года почтой Австрии были выпущены марка и блок ВИПА, считающиеся достаточно редкими к настоящему времени. Кроме того, были напечатаны виньетки, включая серию из 10 миниатюр в стиле ар-деко на тему средств транспортировки почты. Автором виньеток выступил скульптор и художник марок Людвиг Хессхаймер (Ludwig Hesshaimer; 1872—1956). На первой виньетке серии был изображён почтальон с трещоткой; этот же дизайн был использован на памятной почтовой карточке.

Примеры почтовых выпусков разных стран в честь Венской международной филателистической выставки
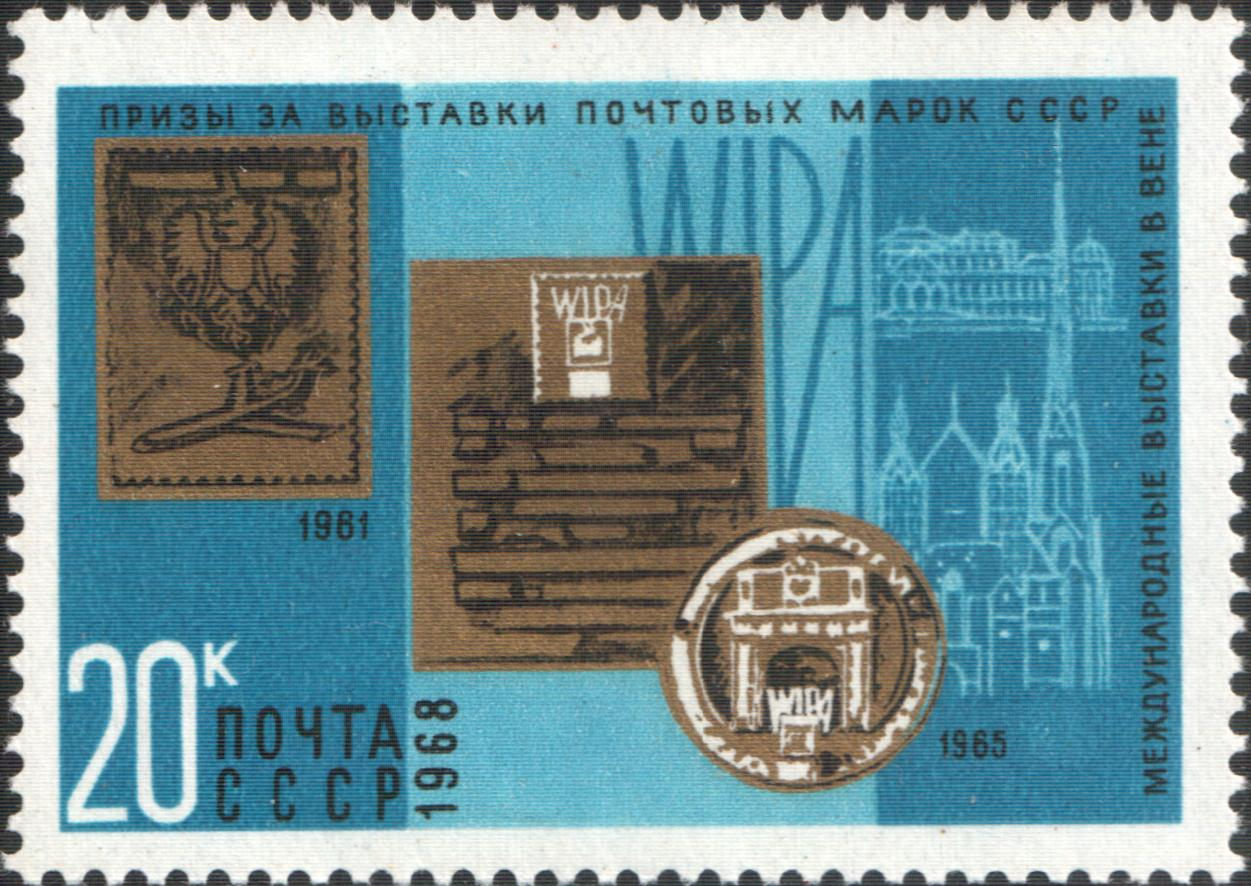
СССР, 1968
 (ЦФА [АО «Марка»] № 3693)
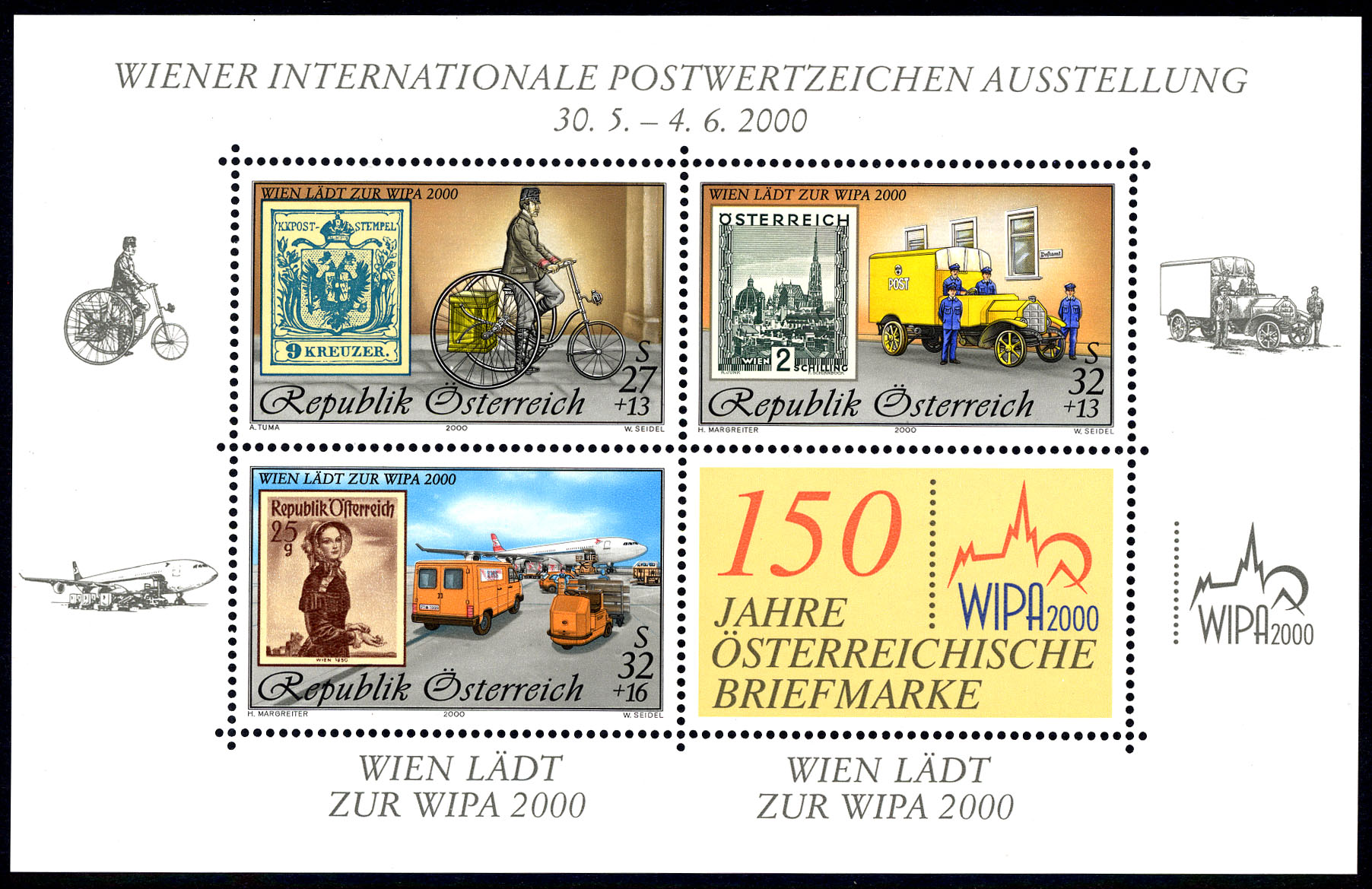
Австрия (2000), почтовый блок (одновременно посвящён 150-летию первой австрийской почтовой марки)
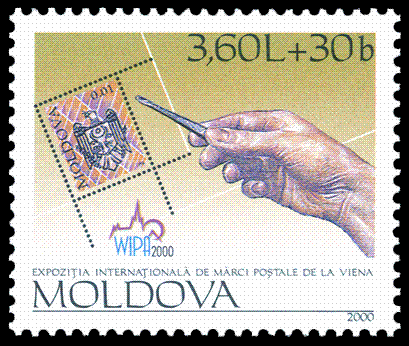
Молдавия (2000)

## Интересные факты
- В почётный комитет Венской филателистической выставки 1933 года каким-то образом был включён Бела Секула, имевший репутацию фальсификатора почтовых марок и нечистого на руку дилера[16].
- На той же выставке австрийский барон Альфонс фон Ротшильд (Alphonse Maier von Rothschild, 1878—1942) демонстрировал свою коллекцию анонимно из-за опасения возможного антисемитского преследования после прихода к власти Гитлера в соседней Германии. Уже во время проведения выставки терзаемый опасениями Ротшильд с помощью своего приятеля, крупнейшего филателиста и торговца Теодора Шампиона (1873—1954), попытался изъять из своего экспоната наиболее ценные экземпляры. Однако полицейские задержали «злоумышленников» прямо у выставочного стенда, в момент извлечения коллекционных материалов из-под защитного стекла. Ротшильда и Шампиона арестовали и доставили в полицию, но после установления их личности незадачливых «грабителей» отпустили[17]. В 1937 году, когда Австрия стояла на пороге аннексии Германией, Альфонс фон Ротшильд эмигрировал в США, прихватив с собой свою коллекцию, которая была впоследствии распродана на американских аукционах[18][19].